# تابيو راوتافآرا
تابيو راوتافآرا (Tapio Rautavaara؛ بيركالا، 8 مارس 1915 - هلسنكي، 25 سبتمبر 1979) رياضي ومغني وممثل سنيمائي فنلندي.
أحرز القلادة الذهبية في مسابقة رمي الرمح بدورة بدورة لندن الأولمبية سنة 1948.

## مسيرته الغنائية
كان راوتافآرا من أكثر المطربين المحبوبين في فنلندا. من أغانيه الشهيرة «Isoisän olkihattu» (قبعة قش الجد) ، «Reppu ja reissumies» (شنطة الظهر والمتجول)، «Korttipakka» (أوراق اللعب)، «Lapin jenkka» (يينكا لابي) ، «Juokse sinä humma» (إجري أيها الحصان)، «Kulkuri ja joutsen» (الصعلوك والبجعة) ، «Tuopin jäljet» (علامات المشربة)، «Sininen uni» (الحلم الأزرق)، «keväthuumaus Anttilan» (حمى ربيع أنتيلا).
بعد الحرب التقى راوتافآرا برينو هليسما الذي كتب ولحـّن «Reissumies ja kissa» (المتجول والقط) أولى أغاني راوتافآرا. انضم الملحن تويفو كاركي إلى الفريق الذي أنتج على مدى السنوات العشر القادمة العديد من الأغاني الشعبية.
وبالإضافة إلى ذلك، لحـّن راوتافآرا وكتب كلمات العديد من تسجيلاته. تلقى راوتافآرا التسجيلات الذهبية للأغاني «Isoisän olkihattu» (قبعة قش الجد) ، «Vain merimies voi tietää» (وحده البحار قد يعلم) و «Häävalssi» (فالس العرس). الأغنية الأولى كانت من كلمات وألحان راوتافآرا، الثانية من ألحانه وكلمات ساري هايكي.
جال راوتافآرا وهليسما وإسا باكارينن فنلندا معاً في نهاية الأربعينات وأوائل الخمسينات. توقف التجوال لمشاكل شخصية، لكنها استمرت لفترة قصيرة في الستينات قبل وفاة هليسما في عام 1965.
بوفاته في عام 1979 كان راوتافآرا قد سجل 310 أغاني.

## روابط خارجية
- تابيو راوتافآرا على موقع IMDb (الإنجليزية)
- تابيو راوتافآرا على موقع ميوزك برينز (الإنجليزية)
- تابيو راوتافآرا على موقع قاعدة بيانات الأفلام السويدية (السويدية)
- تابيو راوتافآرا على موقع أول ميوزيك (الإنجليزية)
- تابيو راوتافآرا على موقع ديسكوغز (الإنجليزية)
- تابيو راوتافآرا على موقع قاعدة بيانات الفيلم (الإنجليزية)
- تابيو راوتافآرا على موقع الاتحاد الدولي للرماية بالسهام (الإنجليزية)
- تابيو راوتافآرا على موقع الاتحاد الدولي لألعاب القوى (الإنجليزية)
- تابيو راوتافآرا على موقع اللجنة الأولمبية الدولية (الإنجليزية)
- تابيو راوتافآرا على موقع أوليمبيديا (الإنجليزية)